# 田村和宏
田村 和宏（たむら かずひろ、1980年2月5日 - ）は、日本のプロレスラー。

## 経歴
2003年9月17日、PWCプロモーション北沢タウンホール大会で、森山大とタッグを組み長瀬館長&空手マシーンスペシャル組戦でデビュー。
2006年、プロレスリングFTOでFTO認定ローカルインディータッグ王座の初代王者に輝く。
2008年4月21日、ユニオンプロレスとの対抗戦で行われたSTYLE-E無差別級選手権試合、isamiを倒して第3代王者となる。
6月23日、IGFに初参戦。ルーベン・ウォーバスにTKO負け。
2009年5月9日、第1回「コラソンプロレス」で永田裕志と初シングル。
2010年8月24日、新日本プロレス「NEVER.1」に初参戦。児玉ユースケ（SMASH）と組み、田口隆祐&タイチ組と対戦も敗れる。
9月2日、第2回「コラソンプロレス」で永田裕志と初タッグを組んだ。
9月15日、ミスター雁之助のプロデュース「鬼神道Reterns7」にてメインで竹田誠志と組み、新井健一郎&K-ness.とSTYLE-E対DRAGON GATEに挑むが敗戦。以降、鬼神道では「打倒ドラゲー」を誓う。
2011年4月7日、新日本プロレス「NEVER.6」にて「ROAD TO THE SUPER Jr.」1回戦でマリーンズマスクに勝利。しかし、翌8日の準決勝で菊地毅に敗退。
2012年7月24日、「鬼神道Returns10」で、しゃちほこマシーン（DRAGON GATE）にミノルスペシャルで勝利して「鬼神道のエース」を宣言。同じくエースを自称する佐藤光留（パンクラスMISSION）と、じゃんけん対決で勝利してエースと認められた。
9月16日、プロレスリング我闘雲舞に初参戦。さくらえみと対戦するが引き分けた。
12月17日、STYLE-Eの退団と2013年1月からのプロレスリングHEAT-UPの旗揚げを発表。
12月18日、退団後初の試合として「鬼神道Returns11」でジミー・カゲトラ（DRAGON GATE）と対戦も敗れる。
2013年1月31日、HEAT-UP旗揚げ戦。新井健一郎と組み、ヤンキー二丁拳銃（宮本裕向&木高イサミ）と対戦するが敗れる。
6月16日、雫あきが立ち上げた「きらきら太陽プロジェクト」に参戦。
7月9日、「鬼神道Returns13」にて佐藤光留と一騎討ちを行うも敗れた。共に入場曲は「UWFメインテーマ」を使用。
2014年3月16日、Rayの自主興行にて元WNCの篠瀬三十七とシングルで勝利。
3月18日、全日本プロレスに初参戦。アックスボンバーズとして師匠の大森隆男と組み、元同門の那須晃太郎、西村修と対戦。大森のアックスボンバーが那須に決まり勝利。
3月23日、ASUKA PROJECTに参戦。
5月17日、田中稔デビュー20周年記念大会でアレクサンダー大塚と対戦も変形ダブルアームスープレックスで敗れる。
6月18日、HEAT-UP新百合トゥエンティワンホール大会にて藤波辰爾とシングルマッチで対戦。11分31秒、ドラゴンスリーパーに破れる。
7月21日、REINA女子プロレスに初参戦。松田慶三と組み、木藤裕次&洞口義浩組と対戦して勝利。
9月3日、HEAT-UP新宿FACE大会であこがれの存在でもある田中稔と一騎討ち。16分の接戦の末田中がミノルスペシャルを決め勝利。
2016年3月12日、全日本プロレス後楽園ホール大会にて、かつてアックスボンバーズの仲間だったヤンキー二丁拳銃（宮本裕向&木高イサミ）の保持するアジアタッグ王座に師匠の大森とタッグを組み挑戦したが敗れる。初のメジャータイトル奪取はならなかった。その後も全日本プロレスに定期参戦中。
6月9日、全日本プロレス伊勢崎大会で中島洋平を破り、GAORA TV チャンピオンシップを奪取。初のメジャータイトル獲得となった。
6月15日、全日本プロレス後楽園ホール大会で中島洋平とのリターンマッチに望むが敗退。
7月2日、天白スポーツセンターで行われた川村亮デビュー10周年大会「川村SOUL」での「ミッド・インターナショナル杯争奪バトルロイヤル」で菊タローら7人を退け優勝。
10月31日、川崎市とどろきアリーナでの21年振りのプロレス興行を開催。メインイベントで鈴木みのると対戦。
2018年9月18日、リングネームをTAMURAに改名。
2023年12月17日、リングネームをTAMURA☆GENE☆に改名。

## 得意技
ムーンサルトプレス
フィッシャーマンズバスター
ミノルスペシャル
前転式腕ひしぎ逆十字固めと同型。
アンドレ
腕固めと同型。
HEATクラッチ
アックスボンバー
アストロブラスター
アラームクロックと同型。
バズソーキック
仰向けになった相手の上半身を起こして相手の左側頭部を振り抜いた右足の甲で蹴り飛ばす。
各種キック

## 入場曲
My First Kiss（Hi-STANDARD）

## タイトル歴
プロレスリングHEAT-UP
- HEAT-UPユニバーサル王座
- HEAT-UPユニバーサルタッグ王座
- パワフルタッグトーナメント優勝

STYLE-E
- STYLE-E無差別級王座
- E-1クライマックス優勝

全日本プロレス
- GAORA TV チャンピオンシップ

プロレスリングFTO
- FTO認定ローカルインディータッグ王座

ガッツワールドプロレスリング
- GWC認定シングル王座

DEP
- DEPタッグ王座

大阪プロレス
- 大阪タッグフェスティバル優勝

CTW
- CTW王座

PWL
- PWL世界王座

## エピソード
- 憧れのプロレスラーは田中稔と永田裕志。元々はU-FILE CAMPで田中と結婚する前の府川唯未の下でトレーニングを積んでいたが、結婚後に田中からも指導を仰ぐことになった。
- プロレスリング我闘雲舞に初参戦した際、田村欣子との試合を再現するかのように100円均一ショップで買ったサングラスをかけて田村のテーマ曲で入場し、水まで吹くパフォーマンスを行った[3]。
- 実家はガラス屋を営んでおり、我闘雲舞に参戦した際にマリーンズマスクを窓から突き落とした時に外壁に立てかけてあった窓ガラスを割ってしまい、全試合終了後の座談会で実家がガラス屋であることを明かした[4]。さらにガラスの修理を任されたため寸法を計りに行った時は、さくらえみから急遽のレフェリーとリングアナウンサーをするよう頼まれるサプライズもあった[5][6]。
- ダウン症の姉がおり、HEAT-UPにおいても障害者支援や青少年育成などを掲げる。これに共鳴した今井絵理子参議院議員とも交流があり、今井議員の長男で先天性聴覚障害を持つ今井礼夢の指導を受け持った[7]。